# Olaf Lies

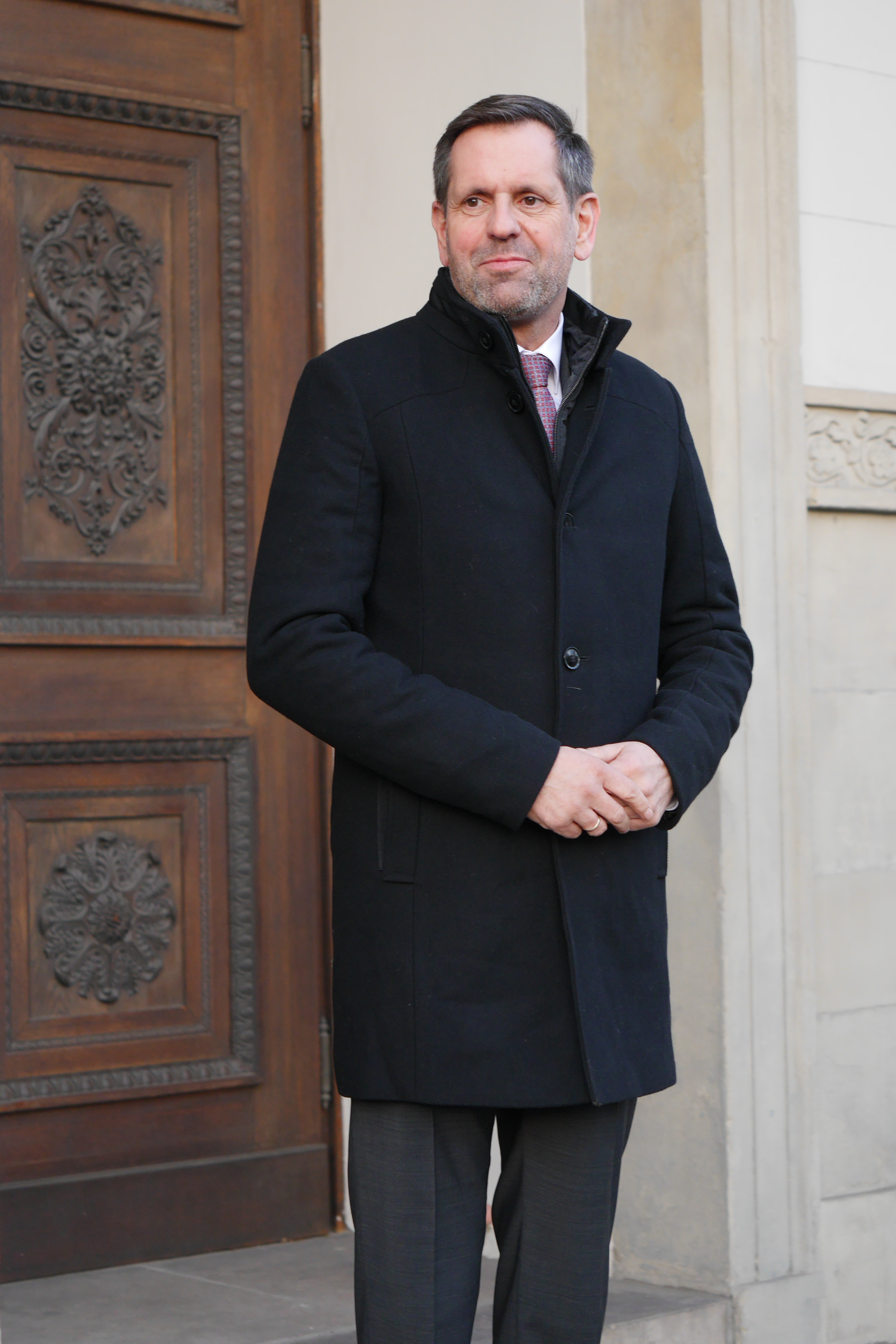
Olaf Lies (2023)

Olaf Karsten Lies (* 8. Mai 1967 in Wilhelmshaven) ist ein deutscher Politiker (SPD). Er ist seit Mai 2025 Ministerpräsident des Landes Niedersachsen und Vorsitzender der SPD Niedersachsen.
Seit 2008 ist er Mitglied des Niedersächsischen Landtages. Er war von 2013 bis 2017 und von 2022 bis 2025 Minister für Wirtschaft (bis 2017 zuständig für Wirtschaft, Arbeit und Verkehr und ab 2022 für Wirtschaft, Bauen, Verkehr und Digitalisierung) und von 2017 bis 2022 Minister für Umwelt, Energie, Bauen und Klimaschutz des Landes Niedersachsen. Bereits von Mai 2010 bis Januar 2012 hatte Lies den Vorsitz der SPD Niedersachsen inne, seitdem war er stellvertretender Vorsitzender, bis er im Mai 2025 wieder Vorsitzender wurde.

## Biografie
Olaf Lies besuchte zunächst die Grundschule, Orientierungsstufe und Realschule in Sande. Nach einer Ausbildung zum Funkelektroniker beim Marinearsenal Wilhelmshaven leistete er seinen Grundwehrdienst bei der Deutschen Marine ab. Nach Besuch der Fachoberschule studierte er Elektrotechnik an der Fachhochschule Wilhelmshaven. Er schloss sein Studium als Diplom-Ingenieur (FH) ab. Ab 1995 war er wissenschaftlicher Mitarbeiter an der Fachhochschule Wilhelmshaven und seit 1996 Personalratsmitglied sowie später auch Personalratsvorsitzender.
Olaf Lies ist evangelisch, verheiratet und hat zwei Kinder.

## Politik
Olaf Lies ist seit Januar 2002 Mitglied der SPD. Im Februar 2002 wurde er Vorsitzender des SPD-Ortsvereins Sande sowie Mitglied im Sander Gemeinderat. Im Mai 2003 wurde er stellvertretender Vorsitzender des SPD-Unterbezirks Friesland und im Mai 2005 Unterbezirksvorsitzender. Im September 2005 folgte die Mitgliedschaft im SPD-Bezirksvorstand Weser-Ems. Seit November 2006 ist er Mitglied im Kreistag des Landkreises Friesland sowie stellvertretender Landrat.
Bei den Landtagswahlen 2008, 2013, 2017 und 2022 zog er jeweils als direkt gewählter Abgeordneter des Wahlkreises Friesland in den Niedersächsischen Landtag ein. Im Landtag war er von 2010 bis 2013 stellvertretender Vorsitzender der SPD-Fraktion und hafenpolitischer Sprecher.
Am 29. Mai 2010 wurde er vom Landesparteitag der SPD Niedersachsen in Stade mit 91,1 Prozent zum neuen Landesvorsitzenden und Nachfolger von Garrelt Duin gewählt. Am 16. September 2011 gab Olaf Lies bekannt, sich um die Spitzenkandidatur der SPD Niedersachsen bei der Landtagswahl 2013 zu bewerben. Der Kandidat wurde am 27. November 2011 in einem Mitgliederentscheid bestimmt, bei dem neben Lies auch der damalige Oberbürgermeister Hannovers Stephan Weil kandidierte. Lies unterlag seinem Herausforderer mit 46,1 Prozent zu 53,3 Prozent der gültigen Stimmen. Nach dem Mitgliederentscheid stellte Lies seinen Posten als Vorsitzender zur Verfügung. Am 20. Januar 2012 wurde Weil auf einem außerordentlichen Parteitag in Oldenburg zum neuen Landesvorsitzenden der niedersächsischen SPD gewählt. Lies wurde mit 87,3 Prozent der Stimmen und ausdrücklicher Unterstützung von Weil zu dessen Stellvertreter gewählt.
Am 19. Februar 2013 wurde Lies als Minister für Wirtschaft, Arbeit und Verkehr in das Kabinett Weil I berufen. Aufgrund seiner Tätigkeit als Wirtschaftsminister wurde er ab 19. Februar 2013 auch Mitglied des Aufsichtsrates der Volkswagen AG. Am 16. November 2017 wurde er als Minister für Umwelt, Energie, Bauen und Klimaschutz in das Kabinett Weil II berufen, weil das Wirtschaftsressort an den neuen Koalitionspartner CDU überging. Am 8. November 2022 wurde er als Minister für Wirtschaft, Bauen, Verkehr und Digitalisierung in das Kabinett Weil III berufen.
Am 1. April 2025 gab Stephan Weil bekannt, sein Amt als niedersächsischer Ministerpräsident und Vorsitzender der SPD Niedersachsen aufzugeben. Die SPD Niedersachsen beschloss bei einem außerordentlichen Landesparteitag am 16. Mai 2025, Olaf Lies für das Amt des Ministerpräsidenten zu empfehlen. Am 20. Mai 2025 wählte der Landtag Olaf Lies im ersten Wahlgang mit 80 von 144 Stimmen zum Ministerpräsidenten. Damit gilt Olaf Lies auch als voraussichtlicher Spitzenkandidat der SPD für die Landtagswahl in Niedersachsen 2027. Beim ordentlichen Landesparteitag am 24. Mai 2025 wurde Lies auch zum Vorsitzenden der SPD Niedersachsen gewählt.